# 阿布·卡塔达
阿布·卡塔達·菲里斯提尼（阿拉伯语：أبو قتادة الفلسطيني，羅馬化：Abu Qatada al-Filistini，1959年—或1960年—），本名奧瑪·馬哈茂德·奧斯曼（羅馬化：Omar Mahmoud Othman），是一名約旦籍的巴勒斯坦伊斯蘭教原教旨主義神職人員暨政治人物，同時也被認為是歐洲最具影響力的穆斯林參與聖戰鼓吹者之一，有時候則被戲稱為「奧薩瑪·賓·拉登的歐洲大使」。

## 影响
其中根據1999年聯合國安全理事會所提出的《聯合國安理會第1267號決議》中將其認定為與蓋達組織有著密切的從屬關係，並且各個聯合國成員國應該凍結其底下資產、實施旅遊禁令以及禁止武器販售買賣等；而阿爾及利亞政府則將其視為在英國倫敦以及其他地方積極活躍的伊斯蘭恐怖主義份子，並且曾經多次下達伊斯蘭教令要求謀殺特定人士以及作為伊斯蘭馬格里布蓋達組織、阿爾及利亞伊斯蘭武裝集團與詛咒和放逐等團體的聯絡人。而他除了成功在漢堡說服穆罕默德·阿塔擔任九一一襲擊事件的劫機者外，同時馬德里三一一連環爆炸案的兇手賈邁勒·祖蓋姆、薩爾汗·本·阿卜杜爾馬吉德以及阿卜·達達有所聯繫；這些恐怖行動使得約旦、阿爾及利亞、比利時、法國、美國、西班牙、德國和義大利皆要求要對其展開審判，然而突尼西亞司法部門則表示願意提供政治庇護。
在1998年以及2000年時，他分別被約旦國家法院以「資助犯法團體」、「與蓋達組織有所聯繫」以及「準備於2000年慶典期間襲擊前往宗教聖地的美國和猶太人遊客」而判處15年的勞動教育。2002年時他因為反恐怖主義條文而遭到拘禁，之後在沒有犯下任何刑事罪刑或者策畫陰謀而遭到起訴的情況下長期被英國政府拘留。2004年3月時，入境事務上訴特別委員會將其列為將蓋達組織及其恐怖活動引至英國的「真正危險人物」。但儘管最初英國政府計畫將阿布·卡塔達驅逐出境並且引渡至約旦進行司法審判，然而他則提出上訴表示如果引渡至約旦的話將會遭遇酷刑折磨。2005年倫敦七七爆炸案發生之後，於同年8月英國警方隨即將其逮捕並且準備驅逐出境，不過在2008年6月17日時再度出獄。之後儘管曾經一度又被捕入獄，但是在2009年1月時則由於馬格里布蓋達組織挾持4名英國人質使得英國政府被迫將其放出。這段期間他除了監督數本伊斯蘭雜誌的出版外，同時自己也撰寫了數本關於聖戰之理想和解釋的書籍。
英國政府之後一直期望能夠將阿布·卡塔達引渡至約旦進行司法審判，不過歐洲人權法院在2012年1月17日的初步判決中認定由於可能之後會遭遇酷刑已獲得口供的緣故，使得這次的引渡反而危害了嫌疑犯自身所擁有的公平審判之權利。也因此在2月6日時他獲得釋放但是必須接受過著軟禁以及限制訪問的生活，對此英國內政大臣文翠珊則表示將其釋放反而可能會為英國社會帶來更大的風險。不過之後於2012年5月時歐洲人權法院則改駁回了阿布·卡塔達所提出的申訴並且表示英國要將行使驅逐出境權利時並不需要提供理由，但也期望約旦能夠保障阿布·卡塔達的人權問題。但是到了2012年11月12日時，入境事務上訴特別委員會則轉而支持阿布·卡塔達的主張而反對將其引渡他國，且認為應該要在嚴格的情況之下提供假釋的機會，對此英國內政大臣文翠珊則表示英國政府將會繼續提出上訴。到了2013年7月7日在英國與約旦正式達成了在之後審判中將不會對其使用酷刑來蒐集證據的協議後，正式藉由英國皇家空軍的飛機將其載往約旦並且接受後續約旦國家法院的司法審判。

## 外部來源
- （英文） Abu Qatada （页面存档备份，存于）
- （英文） The Savage Barbarism of Abu Qatada
- （英文） SPECIAL IMMIGRATION APPEALS COMMISSION （页面存档备份，存于）
- （英文） Profile: Abu Qatada （页面存档备份，存于）
- （英文） Q&A with Muslim cleric Abu Qatada （页面存档备份，存于）
- （德文） Der Prediger und die frommen Killer （页面存档备份，存于）
- （德文） Appell an Glaubensbrüder: Setzt dem Terror ein Ende! （页面存档备份，存于）
- （波兰語） Wielka Brytania: radykalny kaznodzieja Abu Katada aresztowany